# Моголска империя
 Тази статия е за държавата в Индия от XVI – XVIII век.  За държавата в Централна Азия от XIII век вижте Монголска империя.  
Моголската империя (на урду: سلطنت‎ مغلیہ; на персийски: گورکانیان) е ислямска държава, просъществувала на Индийския субконтинент от 1526 до 1858 г. До края на XVII век обединява почти цяла днешна Индия. От началото на XVIII век започва да се разпада. Управлява се от династията на Великите моголи.
След утвърждаването на империята и покоряването на местните индуистки княжества от страна на император Акбар (1556 – 1605) през XVI век, следващите моголски императори започват да водят агресивна политика на религиозно и културно противопоставяне, характеризираща се с опити за насилствена ислямизация на индийското население, разрушаване на местни храмове и замяната им с джамии, въвеждане на данъци за немюсюлмани, жестоки екзекуции на индуистки и сикхски водачи, както и пагубни за империята войни срещу по-умелите във военното дело маратхски въстаници, борещи се за независимост. Именно политиката на религиозен фанатизъм и нетърпимост, достигнала върха си по време на управлението на Аурангзеб (1658 – 1707) довежда империята на Великите моголи до бърз крах в първата половина на XVIII век.

## Моголска династия
Моголската династия управлява Индийския субконтинент от средата на XVI век до края на XVIII век. Основана е през 1526 г. и официално просъществува до 1858 г., когато е наследена от Британска Индия.
Основател на династията е Бабур, пряк наследник на Тимур. Бабур е принуден да бяга от своите врагове от Фергана (днешен Узбекистан) през Афганистан в Северна Индия. Там след битката при Панипат (1526), когато разбива по-многочислените войски на султана на Делхи, основава обширна държава. Истински основател и обединител на Моголската империя обаче е Акбар Велики (1556 – 1605) – внукът на Бабур, който управлява 49 години.

## История

### Бабур и Хумаюн (1526 – 1556)
Моголската империя е основана от Бабур (управлявал 1526 – 1530) – централноазиатски владетел, потомък на тюркско-монголския завоевател Тимур (основател на Тимуридската империя) по бащина линия и на Чингис хан по майчина линия. Лишен от териториално наследство в Централна Азия, Бабур се насочва към Индийския субконтинент, за да задоволи амбициите си. Той се установява в Кабул, след което постепенно настъпва към Индия през Хайберския проход. Силите на Бабур покоряват голяма част от Северна Индия след победата му при Панипат през 1526 г. Заниманието с войни и военни кампании обаче не позволява на новия император да консолидира придобивките си в Индия.
Нестабилността на империята се проявява по време на управлението на сина му, Хумаюн (управлявал 1530 – 1556), който е принуден да избяга в изгнание в Персия от въстаници. Династията Суриди (1540 – 1555), основана от Шер шах Сури (управлявал 1540 – 1545), за кратко прекъсва моголското управление. Престоят на Хумаюн в Персия установява дипломатически връзки със Сефевидите и води до нарастване на персийското културно влияние в Моголската империя. Триумфалното завръщане на Хумаюн от Персия през 1555 г. възстановява моголската власт, но той загива в инцидент на следващата година.

### От Акбар Велики до Аурангзеб (1556 – 1707)
Акбар Велики (управлявал 1556 – 1605) е роден като Джалалудин Мухамад в Умеркот и е син на Хумаюн и жена му Хамида Бени бегум, която е персийска принцеса. Акбар наследява трона след регентството на Байрам хан, който спомага за консолидирането на Моголската империя в Индия. Чрез война и дипломация Акбар успява да разшири териториите на империята във всички посоки и завладява по-голямата част от Индийския субконтинент северно от река Годавари. Той създава нов управляващ елит, който му е лоялен, осъвременява администрацията и поощрява културното развитие, а освен това развива търговията с европейските компании. Индия се развива в силна и стабилна икономика. Акбар позволява свобода на религията в императорския двор и се опитва да изглади социо-политическите и културните разлики из империята като въвежда нова религия – Дин-е Илахи, имаща силната характеристика на култ към личността. Оставя на сина си стабилна държава, която търпи своя период на разцвет.
Джахангир, роден като Салим (управлявал 1605 – 1627), е син на Акбар и жена му Мариам уз-Замани, която е индийска раджпутска принцеса. Той е пристрастен към опиума и пренебрегва държавните дела, попадайки под влиянието на дворянските клики. Шах Джахан (управлявал 1628 – 1658) е син на Джахангир и жена му Джагат Госайни, раджапутска принцеса. По време на управлението на Шах Джахан, великолепието на моголите достига своя връх, което е засвидетелствано от поръчания от него Тадж Махал. Разходите по поддръжката на империята обаче започват да надхвърлят доходите ѝ.
Най-големият син на Шах Джахан, либералният Дара Шико, става регент през 1658 г., след като баща му се разболява. Дара се застъпва за синкретична индуистко-мюсюлманска култура. С подкрепата на ислямската правоверност обаче по-малкият син на Шах Джахан, Аурангзеб (управлявал 1658 – 1707) се възкачва на престола. През 1659 г. Аурангзеб побеждава Дара и нарежда да бъде екзекутиран. Макар Шах Джахан да се възстановява напълно от заболяването си, Аурангзеб го обявява за неспособен да управлява и нарежда да бъде хвърлен в затвора. По време на управлението на Аурангзеб империята добива политическа мощ още веднъж и се превръща в една от най-големите икономики на света. Той изцяло установява шериат. Разширява и границите на империята, която вече включва почти цяла Южна Азия, но към момента на смъртта му през 1707 г. вече много части в империята се бунтуват открито. Аурангзеб се счита за един от най-противоречивите индийски владетели, като някои историци твърдят, че религиозният му консерватизъм и нетолерантност подкопават стабилността на моголската общност, докато други поставят това под въпрос, отбелязвайки, че той е строил индуистки храмове, назначавал е много повече индуси в имперската бюрокрация, отколкото предшествениците си, противопоставял се е на фанатизма срещу индусите и шиитите:с. 50 и се е оженил на раджапутската принцеса Науаб Бай.

### Упадък (1707 – 1857)
Синът на Аурангзеб, Бахадур Шах I, отменя религиозните политики на баща си и се опитва да въведе реформи в администрацията. След смъртта му през 1712 г. обаче моголската династия потъва в хаос и насилствена вражда. Само през 1719 г. четирима императори се възкачват на престола.
При управлението на Мухамад Шах (управлявал 1719 – 1748) империята вече се разпада и големи участъци от Централна Индия преминават от моголска власт към Маратхската империя. Нахлуването на иранския Надер Шах, който преди това е възстановил иранския сюзеренитет в по-голямата част от Западна и Централна Азия, кулминира с разграбването на Делхи и раздробява останките от моголската власт и престиж. Голямата част от имперския елит вече се опитва да гледа собствения си интерес. Въпреки това моголският император продължава да е най-висшето проявление на суверенитет в държавата. Освен мюсюлмански дворяни, маратхски, индуистки и сикхски военачалници също участват в церемониалните признания на императора като върховен суверен в Индия.
Междувременно някои регионални институции във все по-разпокъсващата се империя започват да вземат участие в държавните конфликти, което води до поражения и загуби на територия по време на Карнатските войни.
Моголският император Шах Алам II (управлявал 1760 – 1806) прави безсмислени опити да спре упадъка на страната, но в крайна сметка се оказва принуден да търси защитата на афганистанския емир Ахмад Шах Дурани, което довежда до трета битка при Панипат между Маратхската империя и афганистанците през 1761 г. През 1771 г. Маратхската империя завладява Делхи от афганистански контрол, а през 1784 г. тя официално става защитник на императора в Делхи, което продължава дори и след Третата англо-маратхска война. Впоследствие Британската източноиндийска компания дава защитата си на моголската династия в Делхи. Тя поема контрола над бившата моголска провинция Бенгал-Бихар през 1793 г., поставяйки началото на британската колониална власт на Индийския субконтинент. Към 1857 г. значителна част от бившата Моголска империя вече се управлява от Британската източноиндийска компания. След смазващо поражение по време на Индийското въстание от 1857 г., последният моголски император Бахадур Шах II е детрониран от британските власти и изпратен в изгнание в Бирма на следващата година. През 1858 г. британската корона поема пряк контрол над териториите на Британската източноиндийска компания в Индия под формата на новосформирания Британски Радж. През 1876 г. британската кралица Виктория приема титлата императрица на Индия.

#### Причини за упадъка
Много историци са предложили многобройни обяснения за бързия крах на Моголската империя в периода 1707 – 1720 г. след век на растеж и просперитет. Във финансово отношение престолът губи приходи, които са нужни за заплатите на главните управници, благородничеството и антуража им. Императорът губи авторитета си, докато широко разпръснатите имперски офицери губят вяра в централната власт и започват да сключват свои собствени сделки с местните влиятелни хора. Армията затъва в дълги и безсмислени войни срещу по-агресивната Маратхска империя и губи бойния си дух. Накрая се появяват поредица от насилствени политически вражди за контрол над престола. След екзекуцията на император Фаруксияр през 1719 г., много от моголските области започват да се управляват независимо.
Съвременните летописци оплакват разпада, на който са свидетели, което се превръща в тема, издигната от първите британски историци, искащи да подчертаят необходимостта от подмладяване, ръководено от британска страна.

## Икономика
Индийската икономика е голяма и просперира по време на Моголската империя. БВП на Индия към 1600 г. съставлява около 22% от световната икономика – втората най-голяма след Мин. Към 1700 г. БВП на Индия е вече 24% от световната икономика и е най-голямата в света, задминавайки тази на Цин. Моголската империя е най-големият производител в света, произвеждайки около 25% от всички промишлени стоки на света до XVIII век. Растежът на БВП при Моголската империя е по-бърз отколкото през последните 1500 г. в района. Икономиката на страната често е описвана като „прото-индустриализация“, подобна на тази в Западна Европа през XVIII век преди Индустриалната революция.
Моголите построяват обширна пътна мрежа, създават единна валута и на практика обединяват страната.:с. 185 – 204 Пътната мрежа е от особено голямо значение за икономическата инфраструктура и за улесняване на търговията между имперските градове.
Основата на колективното богатство на империята са земеделските данъци, въведени от император Акбар Велики. Тези данъци се равняват на повече от половината от добивите на земеделците и се заплащат с добре регулирана сребърна валута. Те карат селяните и занаятчиите да започнат да участват в по-големите пазари.

## Население
Растежът на индийското население се ускорява при управлението на моголите, съпроводен от безпрецедентен икономически и демографски подем, който увеличава индийското население с от 60% до 253% за 200 години в периода 1500 – 1700 г. Населението на страната расте по-бързо по това време, отколкото през който и да е друг период преди това. Растежът му се стимулира от аграрните реформи, които увеличават селскостопанската продукция.:с. 190
Градовете процъфтяват при управлението на Моголската империя, която претърпява сравнително високо ниво на урбанизация за времето си – 15% от населението ѝ живее в градове. Това е повече от градското население в Европа по това време или в Британска Индия през XIX век. Към 1600 г. градското население на империята вече наброява 17 милиона души – повече от цялото градско население в Европа по това време.
| Година  | Население на Моголската империя | Общо индийско население | Процент от индийското население | Население на света | Процент от световното население |
| ------- | ------------------------------- | ----------------------- | ------------------------------- | ------------------ | ------------------------------- |
| 1500 г. | —                               | 100 000 000             | —                               | 425 000 000        | —                               |
| 1600 г. | 115 000 000                     | 130 000 000             | 89                              | 579 000 000        | 20                              |
| 1700 г. | 158 400 000                     | 160 000 000             | 99                              | 679 000 000        | 23                              |